# Rhathymus beebei
Rhathymus beebei là một loài Hymenoptera trong họ Apidae. Loài này được Cockerell mô tả khoa học năm 1918.